# 이와사토 유호
이와사토 유호(일본어: 岩里 祐穂, 1957년 12월 3일 ~ )는 일본의 작사가, 작가이다. 니가타현 니가타시 출신이며 주오 대학 문학부 사학과를 졸업했다.

## 약력·인물
이와사키 유코(いわさき ゆうこ)라는 이름으로 싱어송 라이터로 활동하다가, 1983년에 호리 지에미에게 제공한 "さよならの物語"로 작사·작곡가가 되었다. 싱어송라이터로서는 1장의 앨범과 3장의 싱글 앨범을 발매하였으며, 그 외에도 야마자키 제빵의 CF송도 만들었다.
1988년부터 작사가 생활에 전념한다. 주로 작사가로서 활동을 하지만, 1996년에 소설 《사랑의 기억》 (恋の記憶)을 발표하여 작가로서도 활동하고 있다.
J-POP외에도 애니메이션이나 광고음악, 뮤지컬등 여러 분야에 유명한 아티스트들에게 가사를 제공하고 있으며, 이마이 미키작품의 작곡을 많이 맡는 우에다 지카나 호테이 도모야스, 사카모토 마아야의 데뷔 당시부터 맡고 있는 간노 요코와의 작품을 다수 발표하고 있다. 대표적인 작품으로 1989년의 “눈동자가 미소 지으니까”(瞳がほほえむから), 1994년의 "Miss You", 1996년의 “약속은 필요 없어” (일본어: 約束はいらない), 2003년의 "tune the rainbow", 2005년의 “창성의 아쿠에리온”(創聖のアクエリオン)등이 있다.
예전에 사용했던 필명인 이와사토 미오(岩里未央)는 작곡가 미우라 이치젠(三浦一年)과 공동작업 당시의 것이다.

## 협력자
- 이마이 미키
- 사카모토 마아야
- 마쓰 다카코
- 후카다 교코
- 우에토 아야
- 니시다 히카리
- 무로이 시게루
- 카라사와 미호
- 고이즈미 교코
- 호리 지에미
- 아이다 쇼쿄
- 안리
- 사카이 노리코
- Le Couple
- 가토 이즈미
- Soul Tiger
- 시라토리 에미코
- 안 루이스
- 나카야마 미호
- 미즈키 아리사
- 사토 세이코
- 나쓰카와 리미
- 반 도미코
- 스도우 카오루
- 모리구치 히로코
- AKINO
- 호테이 도모야스
- Buono!

## 작사
- 《마법전대 마지레인저》 주제가
- 《굉굉전대 보우켄저》 주제가

등의 가사를 지었다.

## 음반
- 매지컬 리큐어(일본어: マジカル・リキュール) , 킹 레코드, 1980년 ： 이와사키 유코라는 이름으로 발표

## 저서
- 사랑의 기록 (恋の記録, 매거진하우스(マガジンハウス), 1996년 12월, ISBN 978-4-8387-0829-1
- いいかげんに片づけて美しく暮らす, 슈에이샤, 2005年 6월 17일 ISBN 978-4-08-650092-0
- おそうじ、料理がニガテでも、家事がもっと好きになる, 슈에이샤, 2006年7月20日 ISBN 978-4-08-650114-9